# Women's Tour Down Under
Women's Tour Down Under er et etapeløb i landevejscykling for kvinder, der blev kørt for første gang i 2004. Det finder sted i den australske delstat South Australia. Fra 2004 til 2015 var det et nationalt eliteløb, og i 2016 fik det status som et mindre UCI-løb. I 2020 blev det kategoriseret til UCI ProSeries, og i 2022 blev løbet en del af UCI Women's World Tour, hvor det er første løb på kalenderen. Det bliver kørt umiddelbart før herrernes Tour Down Under.

## Vindere
| År   | Vinder               | Toer                 | Treer                 |        |
| ---- | -------------------- | -------------------- | --------------------- | ------ |
| 2004 | Oenone Wood          | Sara Carrigan        | Olivia Gollan         |        |
| 2005 | Jenny MacPherson     | Rochelle Gilmore     | Alex Rhodes           |        |
| 2006 | Jenny MacPherson     | Sally Cowman         | Bridget Evans         |        |
| 2007 | Jenny MacPherson     | Belinda Goss         | Peta Mullens          |        |
| 2011 | Chloe Hosking        | Annette Edmondson    | Nicole Whitburn       |        |
| 2012 | Judith Arndt         | Rebecca Werner       | Alex Rhodes           |        |
| 2013 | Kimberley Wells      | Nicole Whitburn      | Jenny MacPherson      |        |
| 2014 | Loes Gunnewijk       | Valentina Scandolara | Amanda Spratt         |        |
| 2015 | Valentina Scandolara | Melissa Hoskins      | Loren Rowney          |        |
| 2016 | Katrin Garfoot       | Shelley Olds         | Lauren Kitchen        |        |
| 2017 | Amanda Spratt        | Janneke Ensing       | Kirsten Wild          |        |
| 2018 | Amanda Spratt        | Lauren Stephens      | Katrin Garfoot        |        |
| 2019 | Amanda Spratt        | Lucy Kennedy         | Rachel Neylan         |        |
| 2020 | Ruth Winder          | Liane Lippert        | Amanda Spratt         |        |
| 2021 | aflyst               | aflyst               | aflyst                | aflyst |
| 2022 | aflyst               | aflyst               | aflyst                | aflyst |
| 2023 | Grace Brown          | Amanda Spratt        | Georgia Williams      |        |
| 2024 | Sarah Gigante        | Nienke Vinke         | Neve Bradbury         |        |
| 2025 | Noemi Rüegg          | Silke Smulders       | Mie Bjørndal Ottestad |        |